# 헝가리 국립 오페라 극장

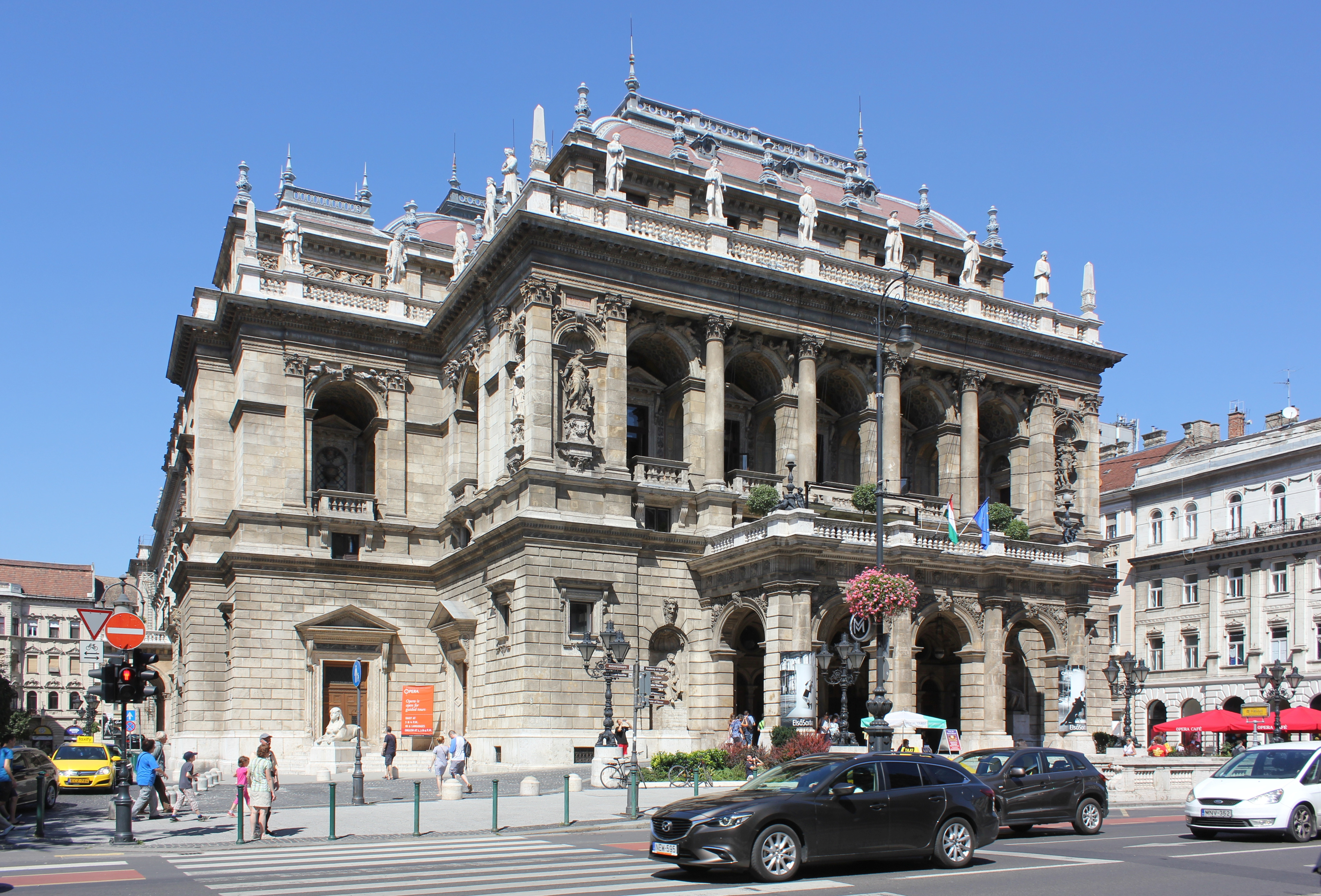

헝가리 국립 오페라 극장(헝가리어: Magyar Állami Operaház)은 헝가리 (부다페스트의 일부인) 페스트 중부 네오르네상스 양식의 오페라 하우스이다. 안드라시 거리 22번지에 있다.
미클로시 이비가 설계하였으며, 19세기 헝가리 건축물 가운데 주요 건축물이다. 건설 공사는 1875년에서 1884년까지 이루어졌으며, 부다페스트 시청과 오스트리아-헝가리의 프란츠 요제프 황제가 건설 자금을 제공하였다. 1884년 9월 27일 헝가리 왕립 오페라 하우스라는 이름으로 개장하였다.

## 같이 보기
- 에르켈 페렌츠